# Josef Koy
Josef Koy (* 12. Februar 1889 in Rothenkirchen (Pressig); † 17. Mai 1937 in Würzburg) war ein deutscher Verwaltungsjurist und Bezirksamtmann.

## Leben
Josef Koy studierte in den Jahren von 1908 bis 1912 Rechtswissenschaften an der Ludwig-Maximilians-Universität München, der Julius-Maximilians-Universität Würzburg und der Friedrich-Alexander-Universität Erlangen-Nürnberg, wo er Mitglied der AMV Fridericiana Erlangen war. Nach der ersten juristischen Staatsprüfung folgte – unterbrochen durch den Kriegsdienst –
der dreijährige Vorbereitungsdienst (Referendariat), der ihn zum Amtsgericht Forchheim, Landgericht Bamberg und zum Bezirksamt Forchheim führte.
1916 folgte in Würzburg das Große juristische Staatsexamen. Danach fand er beim bayerischen statistischen Landesamt Verwendung, bis er am 16. September 1919 Assessor beim Bezirksamt Teuschnitz wurde. Zum 1. Januar 1922 wurde er als Bezirksamtmann Leiter des Bezirksamtes Staffelstein, wo er am 1. Januar 1934 zum Regierungsrat ernannt wurde. Koy trat zum 1. Mai 1935 in die NSDAP ein (Mitgliedsnummer 3.667.183). Zum 1. Juli 1936 übernahm er als Bezirksoberamtmann die Leitung des Bezirksamtes Ebermannstadt. Dort verstarb er im Amt.